# دياني كين
دياني كين (بالإنجليزية: Diane Keen)‏ هي ممثلة بريطانية، ولدت في 29 يوليو 1946 في لندن في المملكة المتحدة.

## أعمال

### أفلام
- (1985) ثلاثة عشر على العشاء
- (2001) اللامكان في إفريقيا[6]

## وصلات خارجية
- دياني كين على موقع IMDb (الإنجليزية)
- دياني كين على موقع قاعدة بيانات الفيلم (الإنجليزية)